# بئر بن قحمان (القطن)
'

تعديل مصدري - تعديل

بئر بن قحمان هي إحدى قرى عزلة القطن بمديرية القطن التابعة لمحافظة حضرموت، بلغ تعداد سكانها 51 نسمة حسب تعداد اليمن لعام 2004.